# 波氏石斑魚
波氏石斑魚，為輻鰭魚綱鱸形目鱸亞目鮨科的其中一種，分布於西印度洋的馬達加斯加海域，棲息深度20-50公尺，體長可達100公分，生活在礁石區，為底棲性魚類，屬肉食性，可做為食用魚及遊釣魚。

## 擴展閱讀
維基物種上的相關：波氏石斑魚